# Higgovale
Higgovale est un petit quartier de la ville du Cap en Afrique du Sud, constituant le sud-ouest du quartier des jardins. Situé dans le City Bowl sur les flancs de la Montagne de la Table, Higgovale est limitrophe des quartiers de Tamboerskloof, de Oranjezicht à l'est et de Lion's Head au nord-ouest.

## Politique
Le quartier est situé dans la circonscription municipale 77 (Tamboerskloof - Gardens - Zonnebloem - Vredehoek - Oranjezicht - Table Mountain-nord - Signal Hill-Est - Sud-est de Green Point - Cape Town City centre - Schotsche Kloof) dont le conseiller municipal est Dave Bryant (Alliance démocratique) depuis 2011.